# Bredenbeker Teich
Der Bredenbeker Teich (auch Bredsche genannt) ist ein Teich im Kreis Stormarn im deutschen Bundesland Schleswig-Holstein westlich der Ortschaft Ahrensburg. Er ist ca. 35 ha groß und weist eine mittlere Tiefe von 1,3 m, eine maximale von 3,2 m auf. Seine Uferlinie ist 6,1 km lang und wird südlich von Spazier- und Fahrwegen begleitet. Das Wasser des Teichs fließt über die Bredenbek, durch die er auch gespeist wird, die Alster und Elbe zur Nordsee ab. Der östliche Teil des Teiches ist durch einen ca. 2 m hohen Drahtgitterzaun gegen Betreten gesichert, die Insel ist ebenfalls abgesperrt.
Der Bredenbeker Teich ist noch heute ein beliebtes Ausflugsziel nördlich von Hamburg zwischen Ahrensburg und Ammersbek-Bünningstedt.
Das Gewässer ist Schauplatz der Geschichten von Biene Maja, in denen der Ahrensburger Autor Waldemar Bonsels seine Kindheitserlebnisse verarbeitete.

## Geschichte
Der Bredenbeker Teich wurde Ende des 15. Jahrhunderts durch das Zisterzienserinnen-Kloster Reinbek zur Fischzucht angelegt und 1585 durch Peter Rantzau, den Besitzer des Gutes Ahrensburg, vergrößert. 1924 kaufte der Hamburger Holzkaufmann Wilhelm Gratenau den Teich und die umliegenden Ländereien mit dem Gut Lindenhof auf. Am Nordufer des Teiches legte er ein großes Strandbad an, das in warmen Sommermonaten auch bei vielen mit der Walddörferbahn anreisenden Hamburger Badegästen großes Interesse fand. Später entstanden ebenfalls am Nordufer des Teiches noch ein Campingplatz und zwei Golfplätze.
Das Strandbad und der Campingplatz sind auch heute noch vorhanden und werden seit 1998 durch den Verein CBT e. V. (Campingverein Bredenbeker Teich) betrieben. 
Der Badesee befindet sich im nordwestlichen Bereich des Geländes. Zum Gelände des Bredenbeker Teichs gehören noch zwei weitere Seen, die sich nach Osten bis an die Stadt Ahrensburg ausdehnen. Die Wasserqualität des Bredenbeker Teichs ist nachgewiesen sehr gut.